# Ázere (Tábua)
Ázere is een plaats (freguesia) in de Portugese gemeente Tábua en telt 799 inwoners (2001).